# Lã de vidro

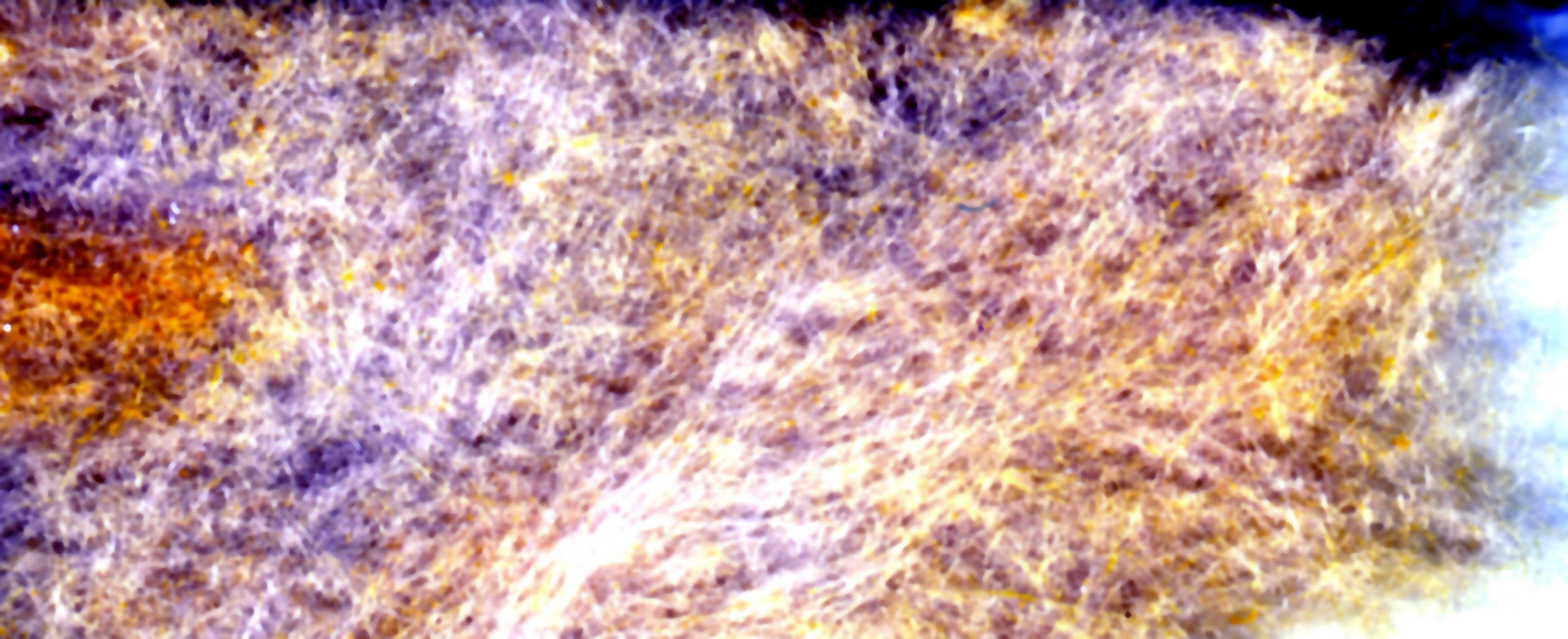
Isolamento em fibra de vidro de um forro em uma cobertura de uma edificação.

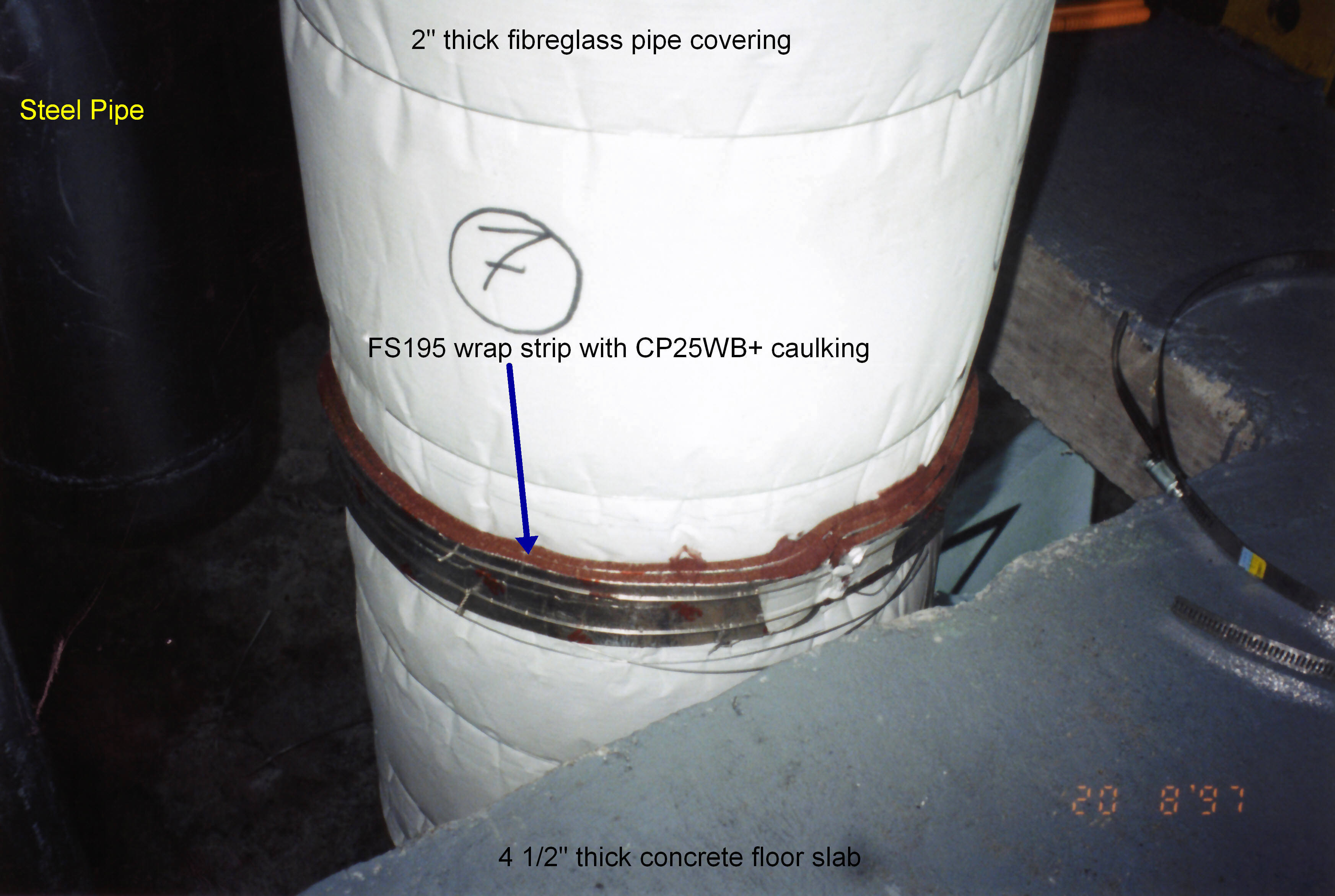
Isolamento dem fibra de vidro de uma tubulação com ASJ (do inglês All Service Jacket, jaqueta ou revestimento para todo seviço) e abertura em concreto penetrante em laje prestes a ser inibida para chama. A tira de envoltório intumescente é usada para selar a fibra de vidro que será consumida pelo fogo.

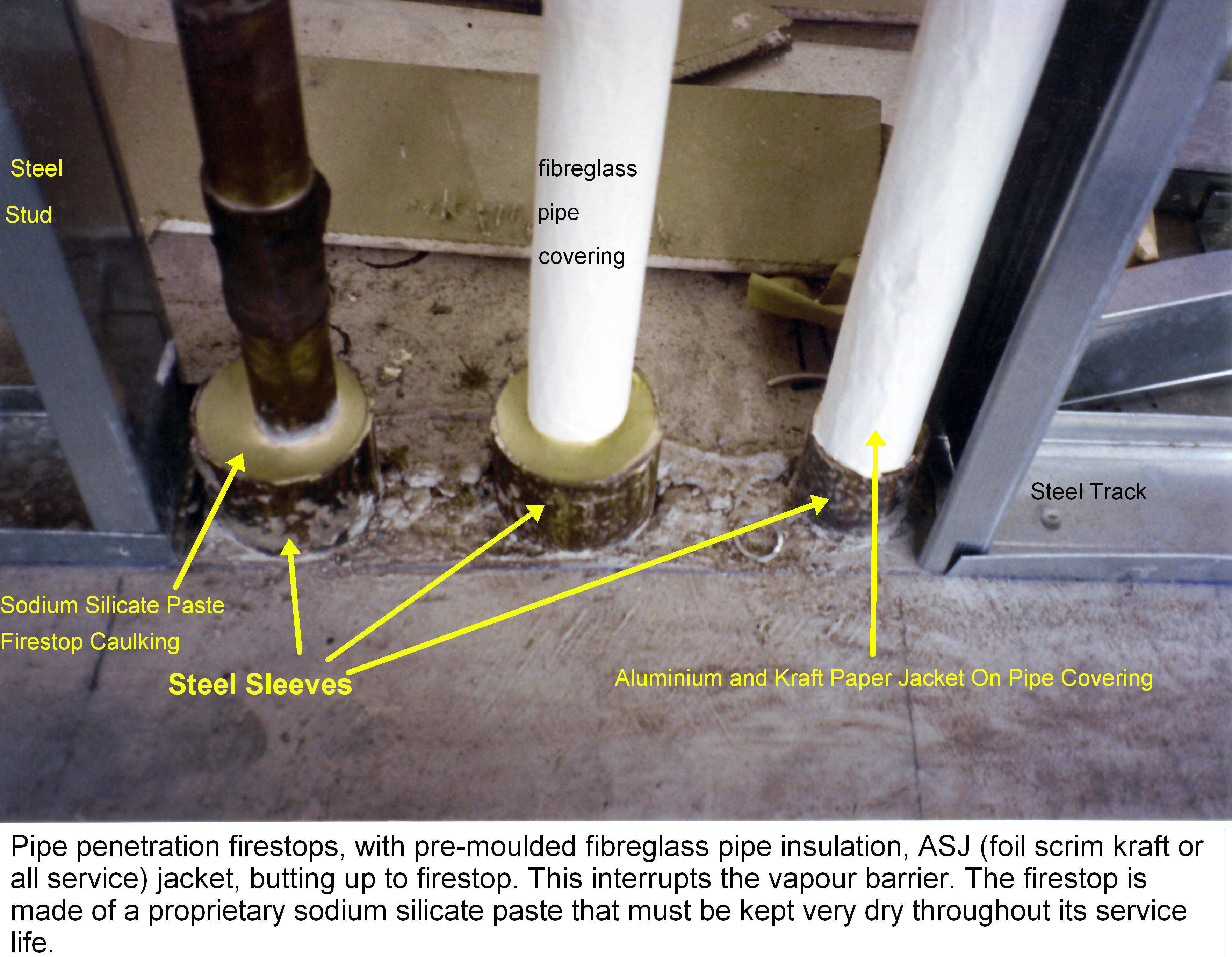
Cobertura de tubulação em fibra de vidro com ASJ (All Service Jacket).

Lã de vidro é um material isolante feito de fibra de vidro, disposto de maneira a apresentar uma textura similar à lã. Lã de vidro é produzida em rolos ("mantas"), feltros, tubos ou em placas, com diferentes propriedades térmicas, acústica e mecânicas. Possui aplicação nos segmentos de construção civil, indústria, automotivo e outros, devido ao seu elevado desempenho térmico e sua propriedade de incombustibilidade, outras aplicações específicas são o  aquarismo, como um meio filtrante.
A lã de vidro é uma fibra mineral fabricada com milhões de filamentos de vidro com um aglutinante. O espaço livre com ar  entre as fibras aumenta a resistência à transmissão de calor e desempenho acústico.  

## Processo de Fabricação
Se inícia a uma temperatura de 1450 ° C com mistura de areia, aditivos e vidro reciclado. 
O vidro obtido será convertido em fibras, por meio de um método de rotação em  alta velocidade,  similar ao usado para o algodão do doce obtido pelo açúcar, enfriando para entrar no contato com o ar.  
A coesão e as resistências mecânicas do produto é obtida com a união de milhões de filamentos de vidro e uma resina de base ecológica que é polimerizada em uma estufa, resultando em um produto final com as propriedades mecânicas adequadas para cada tipo de produto e podendo ser em rolo ou painel, além de peças específicas para cada segmento industrial. 

## Declaração Ambiental
A declaração de avaliação do ciclo de vida  é um processo de avaliação dos efeitos que tem um produto sobre o meio ambiente durante toda a sua vida.  
Esta declaração é a forma de apresentar que um produto é sustentável e evitar falsas declarações, atualmente a lã de vidro é o primeiro isolante térmico a possuir este tipo de declaração ambiental.   